# Leichtathletik-Weltmeisterschaften 2015/Teilnehmer (Mikronesien)
| Gelbes Symbol für Goldmedaillen mit stilisierten Olympischen Ringen | Graues Symbol für Silbermedaillen mit stilisierten Olympischen Ringen | Braundes Symbol für Bronzemedaillen mit stilisierten Olympischen Ringen |
| ------------------------------------------------------------------- | --------------------------------------------------------------------- | ----------------------------------------------------------------------- |
| —                                                                   | —                                                                     | —                                                                       |

Der Leichtathletikverband Mikronesiens nominierte eine Athletin für die Leichtathletik-Weltmeisterschaften 2015 im chinesischen Peking.

## Ergebnisse

### Frauen

#### Laufdisziplinen
| Athletin    | Disziplin | Vorlauf | Vorlauf | Halbfinale         | Halbfinale         | Finale             | Finale             |
| Athletin    | Disziplin | Zeit    | Platz   | Zeit               | Platz              | Zeit               | Platz              |
| ----------- | --------- | ------- | ------- | ------------------ | ------------------ | ------------------ | ------------------ |
| Lihen Jonas | 100 m     | 13,70 s | 52      | nicht qualifiziert | nicht qualifiziert | nicht qualifiziert | nicht qualifiziert |